# HD 55866
HD 55866，又名BD+52 1188，SAO 26260、HR 2737，是一颗恒星，视星等为5.92，位于銀經165.21，銀緯24.97，其B1900.0坐标为赤經7h 9m 42.8s，赤緯+52° 24.97′ 27″。